# Abemamai csata
Az abemamai csata az amerikaiak és a japánok közötti összecsapás volt 1943. november 20. és 25. között, a második világháború során a csendes-óceáni hadszíntéren.

## Az ütközet
Az Abemama-atoll a Gilbert-szigetek része, 120 kilométerre Tarawától délnyugatra. A sziget mindössze 24 kilométer hosszú és tíz kilométer széles. A korallzátonyok által körbevett mély lagúna kiváló horgonyzóhely, amelyet két átjárón, a délin és a sekélyebb nyugatin lehet megközelíteni. A lagúna területe 132 négyzetkilométer. A második világháború előtt Abemama volt a Gilbert-szigetek legvirágzóbb része, köszönhetően szokatlanul termékeny talajának. A szigeten nagyjából ezer mikronéziai élt.
A japánok 1942. augusztus 31-én elfoglalták az atollt, de négy nap múlva kiürítették. 1943 októberének közepén ismét megszállták, és egy  egészen kicsi helyőrséget hagytak hátra.  1943. november 20-án 78 amerikai katonát tett partra a Nautilus búvárhajó. Az amerikaiak az atollt alkotó nagyobb szigetecskéknek kódnevet adtak. Északról az óra járása szerint így következtek a szigetek: Steve, Oscar, Otto, Orson, John és Joe. A lagúna bejáratánál található földdarab a Nick, az Abatiku nevű atoll pedig a Matt nevet kapta.

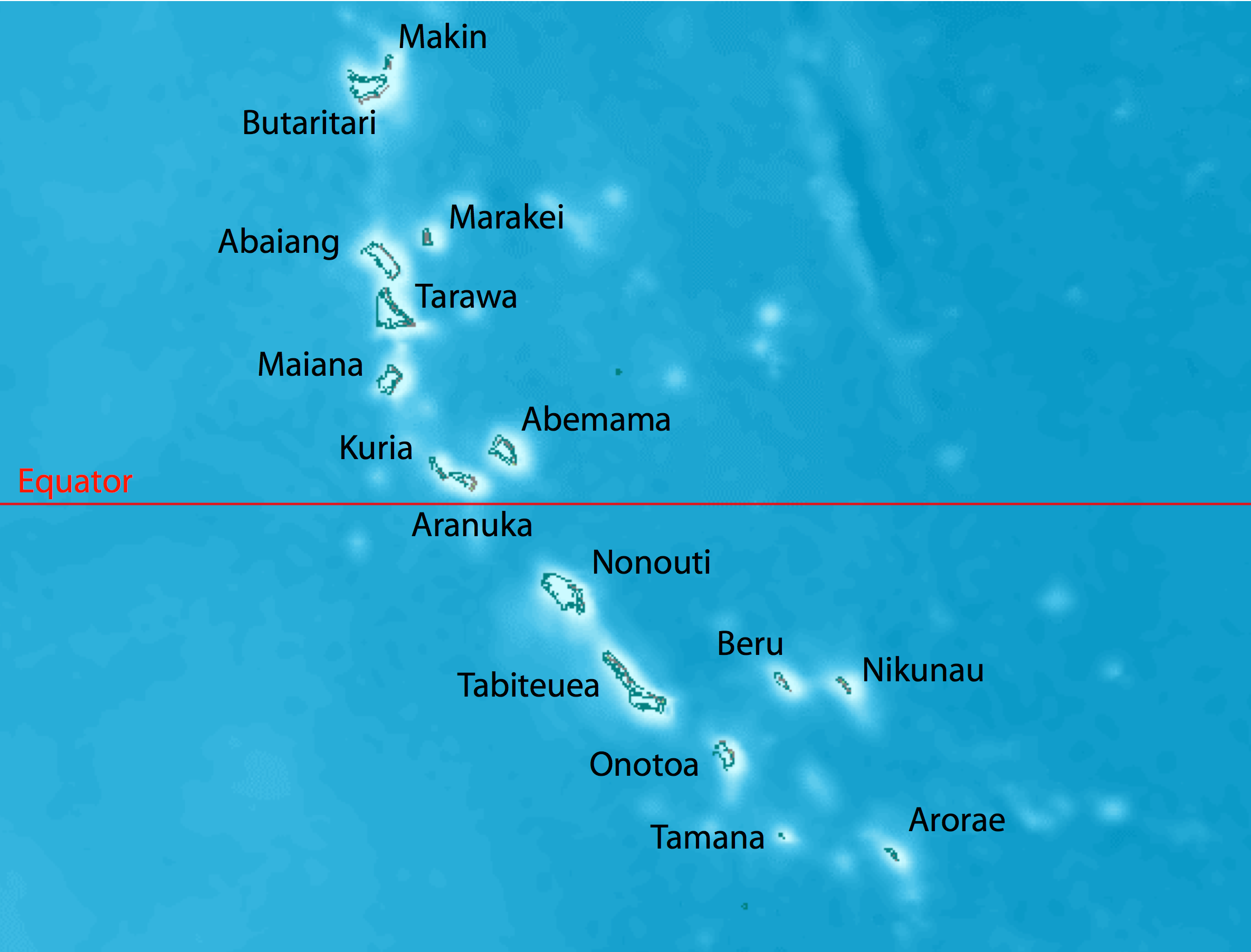
A Gilbert-szigetek térképe

A tengerészgyalogosok feladata az volt, hogy derítsék fel az atollt a november 26-án érkező invázió előtt. A katonák úgy döntöttek, hogy nem várják meg a támadást, hanem megkezdik az akciót. „Öt napot kellett ott eltöltenünk, és nem volt hely nekünk és a japánoknak is” – indokolta később egy tengerészgyalogos.
Egy helyi lakos segítségével eljutottak a japán garnizonhoz, amely egy kicsi szigeten feküdt, géppuskákkal védve. A kis sziget körül annyira sekély volt a víz, hogy át lehetett gázolni rajta. A tengeralattjáró és a tengerészgyalogosok lőni kezdték az erősséget, a japánok viszonozták a tüzet, és egy amerikai katona elesett. A tengerészgyalogosok nem indítottak közvetlen támadást, hogy ne veszítsenek több embert. November 25-én egy helyi lakos érkezett, aki elmondta, hogy a 25 tagú japán egységből 14 meghalt az ágyúzásban, a többi pedig rituális öngyilkosságot követett el. Az amerikai főerők másnap érkeztek meg.

## Amerikai bázis
Az atollon az amerikaiak felépítették az O'Hare Field légi bázist, amely nagy szolgálatot tett a Marshall-szigetek elfoglalásakor. A sziget északnyugati részén december 10-ére egy 1219 méter hosszú, 46 méter széles kifutót építettek a vadászgépeknek, és az első repülő három nap múlva már landolt is. December 21-ére 1829 méter hosszúra bővítették a kifutópályát, hogy bombázókat is tudjon fogadni. 1944 márciusára az O'Hare Field egy 2237 méter hosszú, 61 méter széles, korallal borított bombázó pályából, egy 594 méter hosszú homokos kifutóból, és további 6401 méternyi gurulóútból állt. A szigeten előregyártott fémépületeket (Quonset) állítottak fel, amelyekben műhelyek üzemeltek.
Az amerikaiak 31 kilométernyi utat építettek, üzembe helyeztek egy 12 ezer hordó befogadású üzemanyagraktárat, és egy másfél kilométer hosszú vezetéket, amely a tengeralattjárók feltöltését szolgálta. Az építkezések alatt négy alkalommal bombázták a japánok az atollt.
Az elkészült létesítmény az Abemama repülőtér (Abemama Airfield) nevet kapta az amerikai légierőtől. 1943 decembere és 1944 áprilisa között két század B–25 Mitchell, 1944. január és március között két század B–24 Liberator bombázó állomásozott az atollon, majd a Marshall-szigetekre költöztek. Később csapatszállító repülőgépek használták a kifutópályákat. A harcok nyugatra tolódásával a bázis elvesztette jelentőségét, és 1944. október 16-án bezárták.